# Ostrow
Ostrow (ros. Остров) – miasto w zachodniej Rosji, w obwodzie pskowskim, nad rzeką Wieliką, siedziba administracyjna rejonu ostrowskiego. W 2010 roku liczyło ok. 21,7 tys. mieszkańców. Ośrodek przemysłu elektromaszynowego, spożywczego, tekstylnego, materiałów budowlanych i drzewnego. W mieście znajdują się pozostałości murów i wież twierdzy z XV wieku (na wyspie na rzece Wielikiej), cerkiew św. Mikołaja z 1542 roku oraz sobór Świętej Trójcy z 1790 roku. Ponadto w miejscowości działa muzeum krajoznawcze.
Znajduje się tu stacja kolejowa Ostrow, położona na linii dawnej Kolei Warszawsko-Petersburskiej.

## Historia

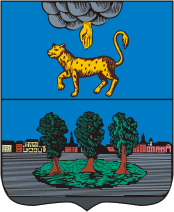
Herb Ostrowa z 1781 roku

Ostrow powstał pod koniec XIII wieku jako twierdza wzniesiona w celu ochrony południowych granic ziemi pskowskiej. Pierwsze wzmianki o kamiennej twierdzy na wyspie na rzece Wielikiej pojawiły się w ruskim latopisie z 1341 roku. W 1501 roku miasto zostało zdobyte i zniszczone przez wojska inflanckiej gałęzi zakonu krzyżackiego. W czasie wojen inflanckich Ostrow był bazą wojsk rosyjskich. W 1581 roku miasto zajęły wojska polskie pod dowództwem Jana Zamoyskiego. W 1582 roku, po podpisaniu rozejmu w Jamie Zapolskim, miejscowość wróciła pod władanie Rosji. W 1777 roku Ostrow otrzymał status miasta powiatowego namiestnictwa pskowskiego (od 1796 roku – guberni pskowskiej). W 1781 roku miasto otrzymało herb. W tym czasie było ważnym ośrodkiem handlowym specjalizującym się w eksporcie lnu. Pod koniec XIX wieku miasto stało się jednym z najbardziej rozwiniętych gospodarczo miast ziemi pskowskiej, wytwarzając dużą część rosyjskich materiałów eksportowych. W 1853 roku ukończono budowę mostu wiszącego przez rzekę Wieliką. W 1859 roku do miasta doprowadzono linię kolejową. Ostrow został poważnie zniszczony w czasie II wojny światowej. Od 6 lipca 1941 roku do 21 lipca 1944 roku zajęty był przez wojska niemieckie.